# ژارکی ویلکیه
ژارکی ویلکیه (به لهستانی:  Żarki Wielkie) یک منطقهٔ مسکونی در لهستان است که در گمینا تژبیل واقع شده‌است.